# Condado de Wood (Virgínia Ocidental)
O Condado de Wood (em inglês:  Wood County) é um dos 55 condados do estado norte-americano da Virgínia Ocidental. A sede e maior cidade do condado é Parkersburg. Foi fundado em 1798 e recebeu o seu nome em homenagem ao governador da Virgínia James Wood (1747 – 1813).
O condado possui uma área de 976 km², dos quais 949 km² estão cobertos por terra e 27 km² por água, uma população de 86 956 habitantes, e uma densidade populacional de 91,7 hab/km² (segundo o censo nacional de 2010). É o quinto condado mais populoso da Virgínia Ocidental.